# Citroën CX
Der Citroën CX ist ein Modell der oberen Mittelklasse des französischen Automobilherstellers Citroën. Der Name geht auf den französischen Begriff für den cw-Wert (Luftwiderstandsbeiwert) zurück.
Zwischen Sommer 1974 und Frühjahr 1991 wurden 1.170.645 Exemplare von Berline (Limousine) und Break (Kombi) hergestellt.

## Modellgeschichte

### Entwicklung
Im Jahr 1969 gab die Geschäftsleitung das Startsignal zur Entwicklung eines Nachfolgers der DS-Modellreihe. Das Projekt erhielt intern den Codenamen „L“. Entworfen werden sollte ein Fahrzeug, das an den Charme des seit Herbst 1955 produzierten Vorgängermodells anknüpfen sollte, aber wesentlich kostengünstiger herzustellen war.
In der von Robert Opron geleiteten Designabteilung wurde die Karosseriegestaltung an Jean Giret übertragen. Seine Möglichkeiten, innovative Fahrzeuge zu kreieren, hatte Giret schon bei seiner Mitarbeit am Entwurf des Citroën SM gezeigt. Für den Innenraum zeichnete Michel Harmand verantwortlich.
Bedingt durch die Ölkrise wurde der Plan aufgegeben, zwecks gesteigerter Laufruhe in der CX-Reihe einen Wankelmotor anzubieten. Die Entwicklungsingenieure testeten Doppel-Kreiskolbenmotoren mit Leistungen um 130 kW in diversen Vorserienmodellen, die Höchstgeschwindigkeiten von 215 km/h erreichten. Letztlich entschied sich Citroën dann, die 2,0- und 2,2-Liter-Motoren des Vorgängers (Serie D) weiterzuentwickeln und als Serie M zu benennen. Der 2,2-Liter-Motor war erst relativ kurz vor der öffentlichen Präsentation entwickelt worden und wurde daher auch erst etwas später angeboten.

### Markteinführung
Am 28. August 1974, einige Wochen vor dem Pariser Autosalon, wurde der CX als Berline (Limousine) zum ersten Mal Journalisten vorgestellt. Die Präsentation fand in Lappland statt. Die Journalisten hatten anschließend die Möglichkeit, die Autos nach Paris zurückzufahren. Der Öffentlichkeit wurde der CX nicht als offizieller Nachfolger der DS präsentiert. Da aufgrund der Ölkrise Fahrzeuge mit hohem Verbrauch in die Kritik geraten waren, gab Citroën an, lediglich die Lücke zwischen dem Spitzenmodell und dem kleineren Citroën GS füllen zu wollen.
Die Resonanz bei den Kunden war positiv. Zwar lagen die Verkaufspreise mit 25.785 FF bzw. 30.768 FF vergleichsweise hoch, dafür wurden jedoch auch starke Leistungsmerkmale geboten. Neben dem zeitgemäßen Styling und einer guten Übersichtlichkeit war auch die erhöhte Wirtschaftlichkeit interessant. Im Vergleich zum Vorgängermodell lag die gemessene Verbrauchsreduzierung zwischen zwei und drei Litern. Regelmäßig kamen in zeitgenössischen Tests als Alleinstellungsmerkmale sowohl die Straßenlage als auch die wenig fadingempfindliche Bremsanlage zur Sprache. Dagegen trübten jedoch Verarbeitungsmängel das Gesamtbild. Dennoch wurde der CX zum Auto des Jahres 1975 gekürt, womit er den VW Golf I auf Platz 2 verwies.
Bereits 1975 übertrafen die Produktionszahlen 100.000 Stück pro Jahr – ein Wert, den die DS nur in einem Jahr, nämlich 1967, erreichen konnte. Dieser Erfolg war eine gute Basis für die noch im selben Jahr beginnende Evolution der Modellfamilie.

## CX (Serie I; 1974–1985)

### Karosserie
Die Karosseriegestaltung des CX orientierte sich mehr am kleineren GS als am Vorgängermodell DS. Der cw-Wert des CX lag bei 0,39, was damals ein sehr guter Wert war. Markant war weiterhin das große, konkav zur Fahrzeugmitte hin gewölbte Heckfenster. Obwohl sein Radstand 28 cm kürzer als der des DS war, bot der CX ähnlich gute Sitzverhältnisse; der Kofferraum war 475 Liter groß, deutlich größer als der der D-Modelle.
Die Karosserie des CX war ungewöhnlich konstruiert. An der vollständig selbsttragenden Karosserie waren weder Fahrwerks- noch Antriebskomponenten befestigt. Dazu gab es ein separates Chassis aus zwei Längsträgern in Form eines umgedrehten breiten und flachen „U“, die über die gesamte Fahrzeuglänge gingen und an den Achsaufnahmen mit Querträgern verbunden waren. An diesem Chassis waren die Hinterachse, die Vorderachse samt Lenkung und die komplette Antriebsmechanik befestigt. Diesem Fahrgestell war die Karosserie quasi übergestülpt und mit sechzehn Gummi-Metall-Elementen verschraubt. Das separate Chassis war nicht biegesteif, konnte aber nach der Demontage der Karosserie und dem Anbringen einer in den Werkstätten verfügbaren Längsversteifung zwischen der oberen Vorderachsaufnahme und dem Hinterachsträger komplett montiert rollend bewegt werden. In Verbindung mit der steifen Karosserie ergab sich eine gute Torsionsfestigkeit der Gesamtkonstruktion.
Durch diese aufwendige Konstruktion wurde einerseits eine präzise Führung der Fahrwerkskomponenten und andererseits eine gute Isolierung der Karosserie von Vibrationen und Geräuschen aus dem Fahrwerk erzielt.
Die Nachteile waren hohe Produktionskosten und aufwendigere Werkstattarbeiten, weil wegen der Chassisträger die Antriebseinheit nicht nach unten aus dem Fahrzeug ausgebaut werden konnte, wie es bei anderen Fahrzeugen dieser Zeit Standard wurde.

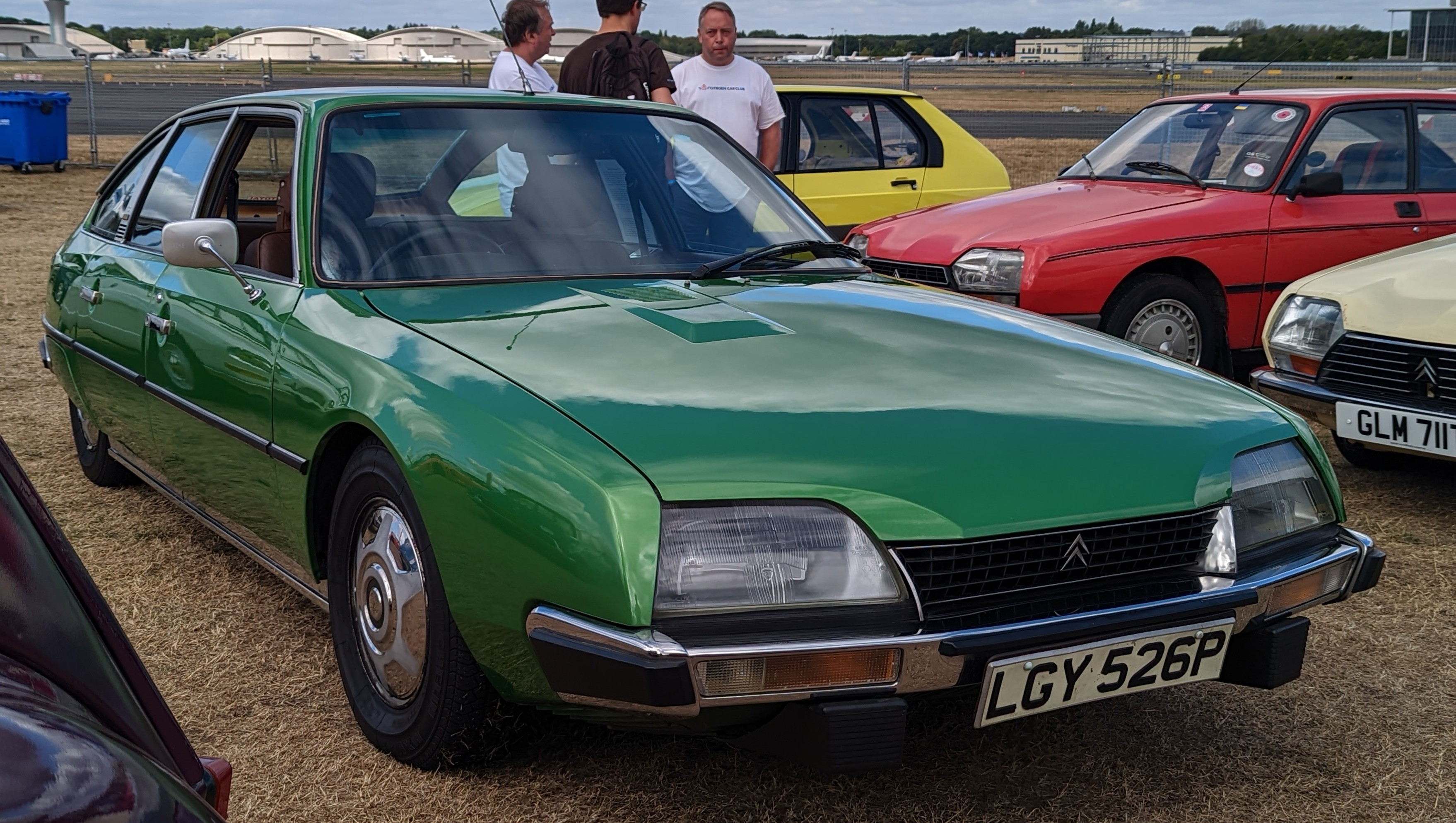
1976 Citroen CX Pallas
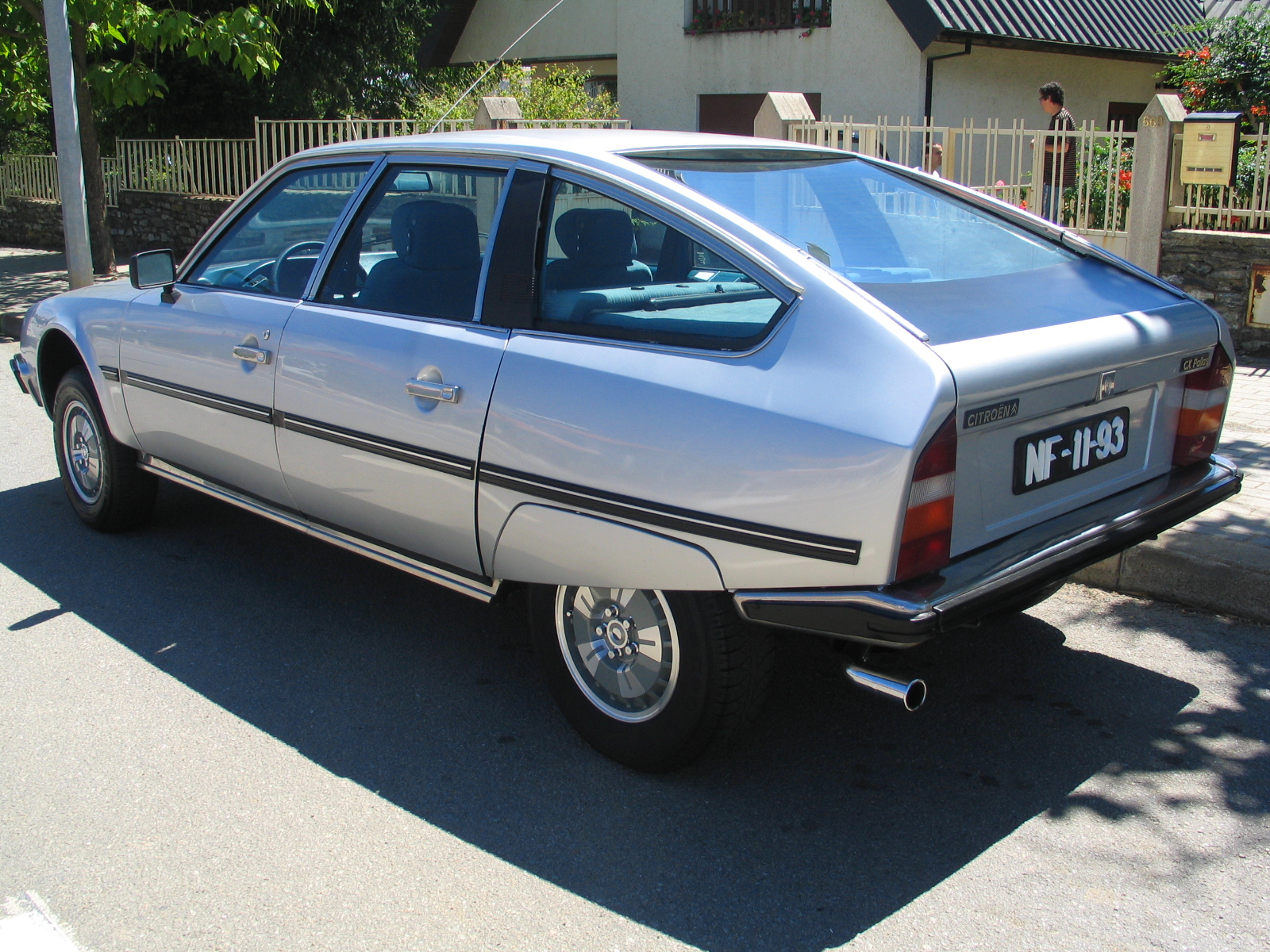
Heckansicht
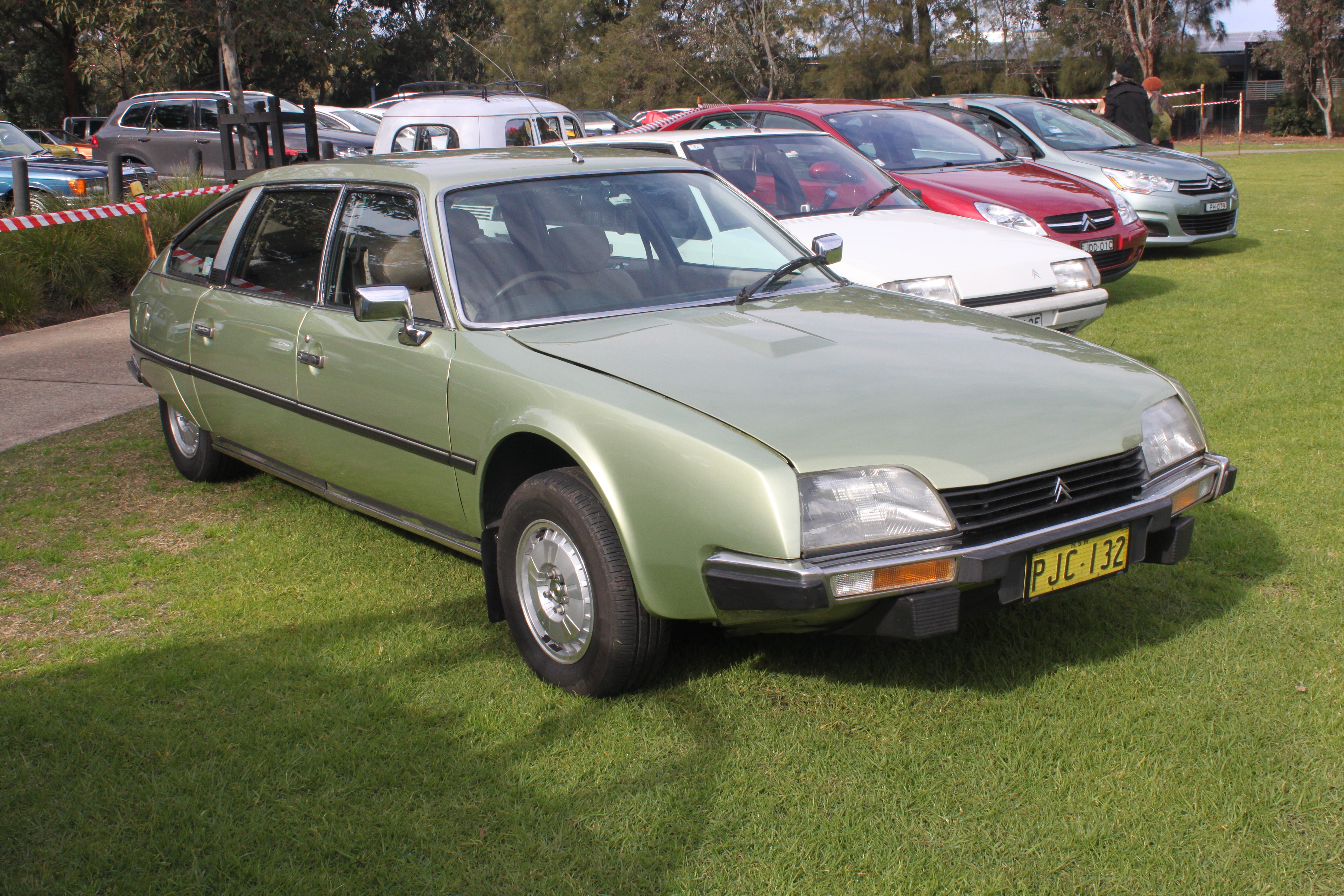
Citroën CX Prestige
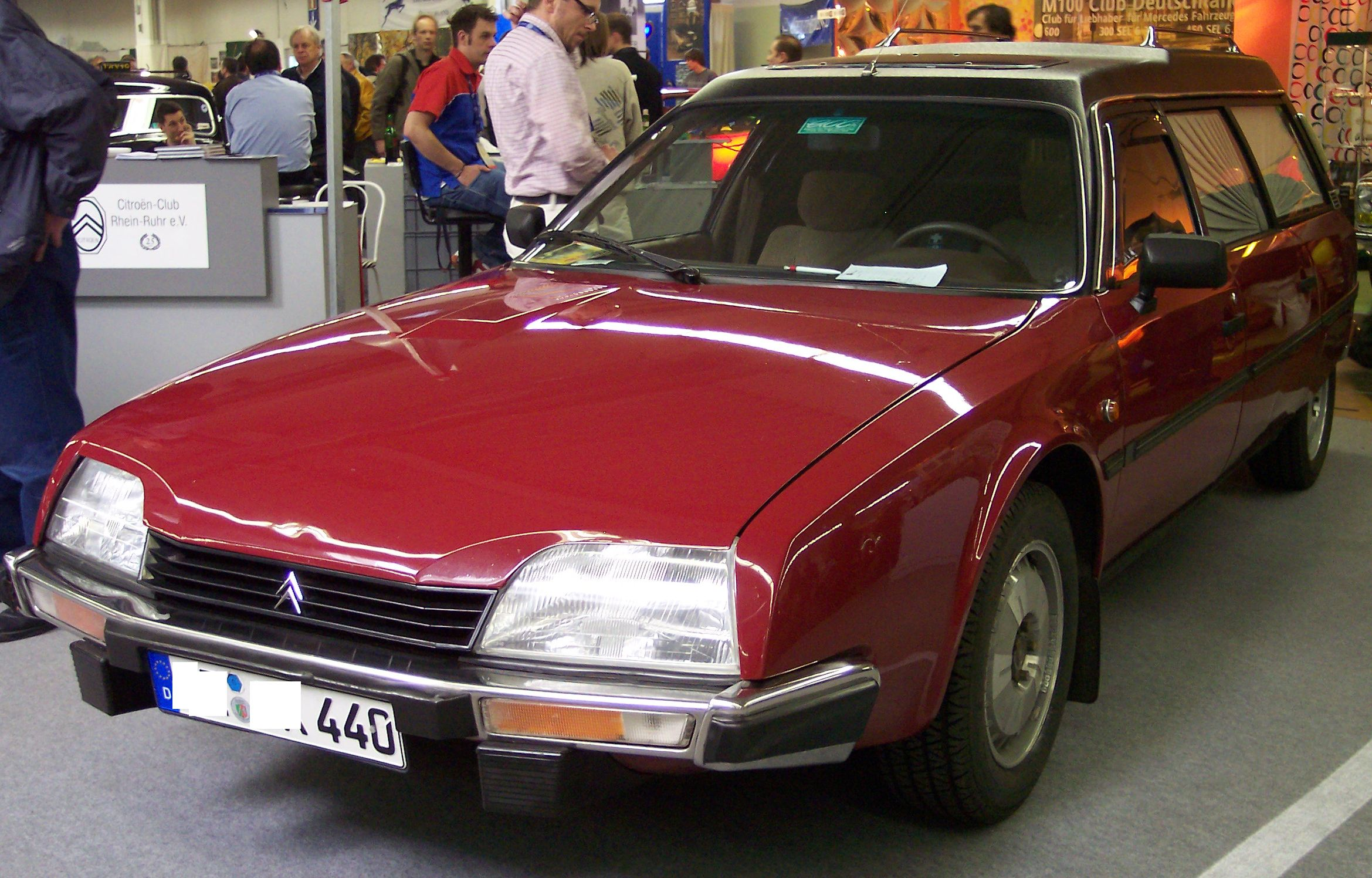
Citroën CX Break (1975–1985)
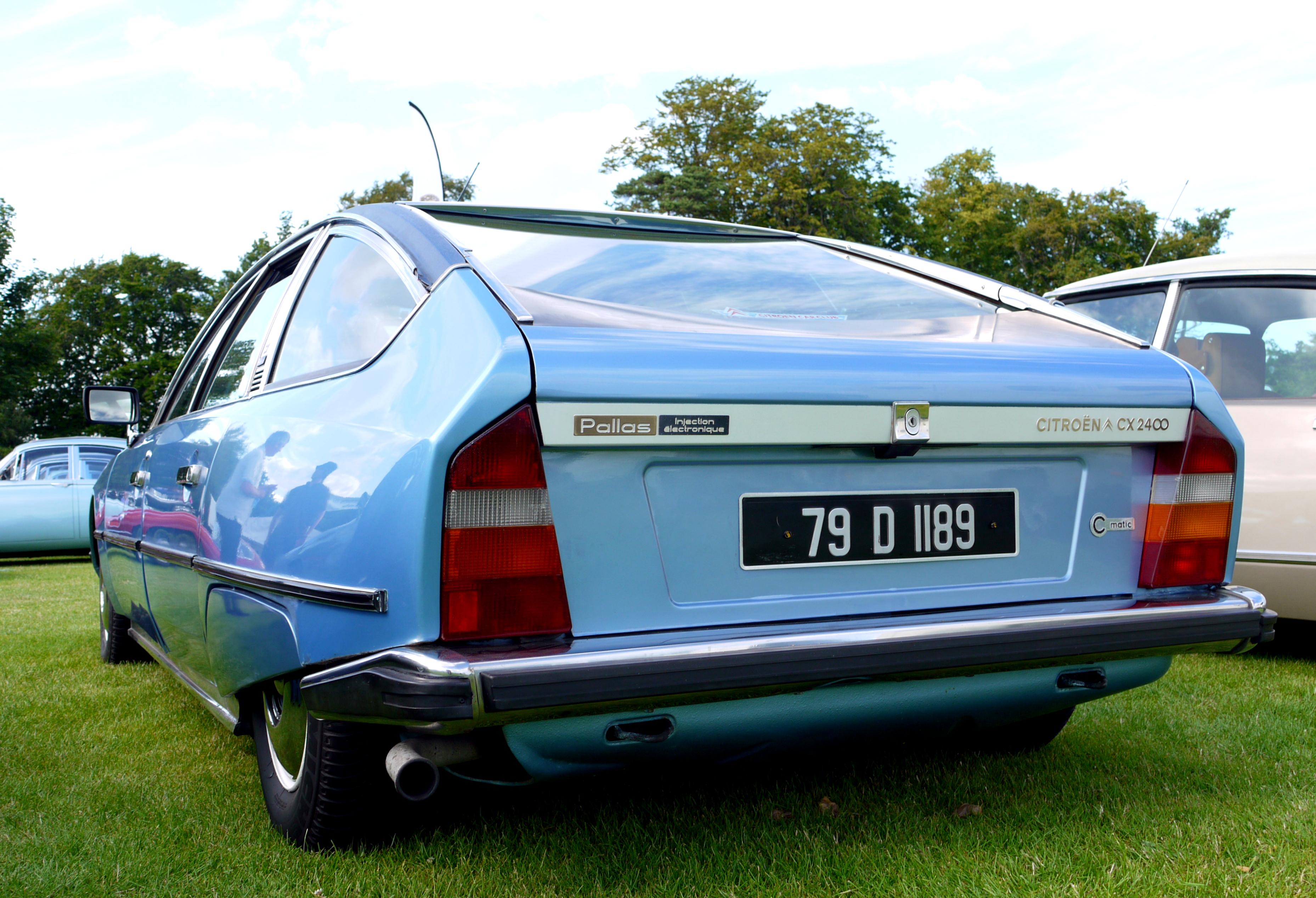
Citroen CX (Rechtslenker)
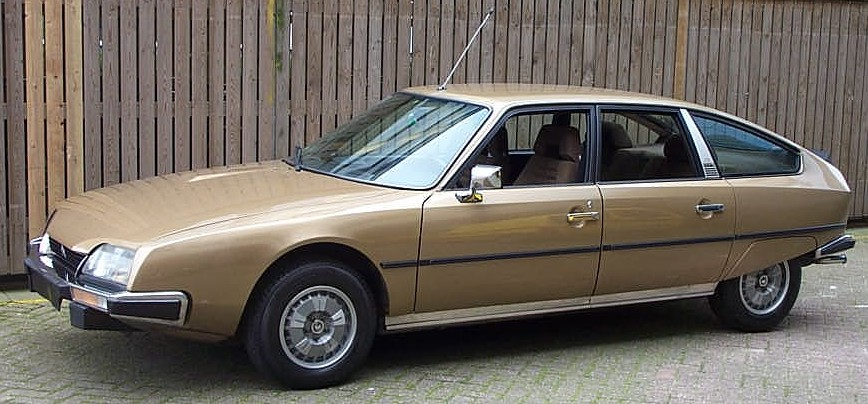
Citroën CX 2400 GTi (1978)
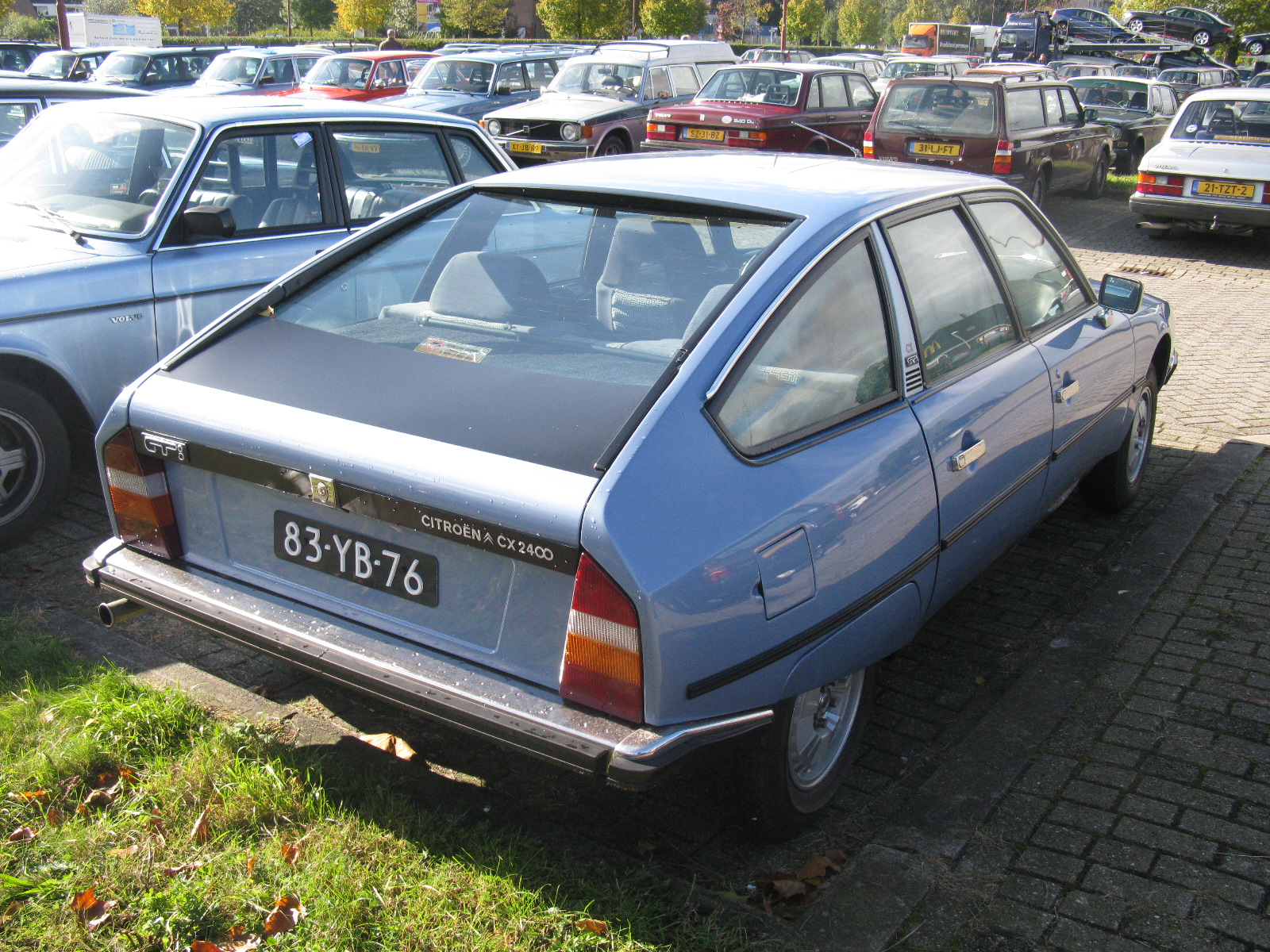
Citroën CX 2400 GTi
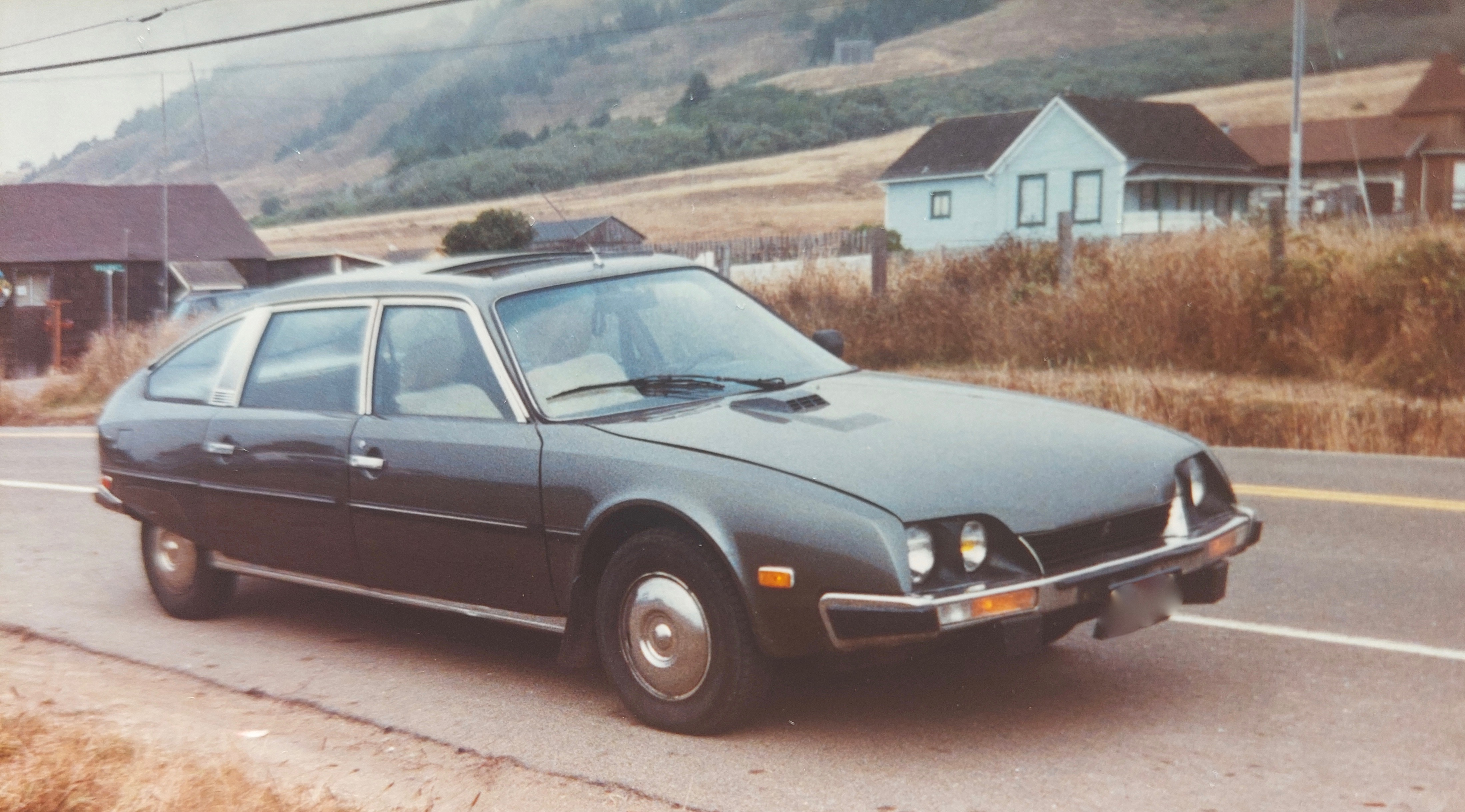
Citroën CX (USA)

### Antrieb
CX 2000 und 2200 erhielten weiterentwickelte Motoren des Vorgängermodells, die nunmehr um 30° nach vorn geneigt und in Querlage eingebaut waren. Die Bezeichnung des Motors für den CX 2000 wurde in M20/616 (1985 cm³ Hubraum, zuvor im D-Speciale verwendet) und beim CX 2200 in M22/617 (2175 cm³ Hubraum, zuvor im DSuper5 verwendet) geändert. Durch eine angehobene Verdichtung, geänderte Ansaug- und Abgaskanäle sowie andere Vergaser konnte die Leistung auf 75 bzw. 82 kW (102 bzw. 112 PS) gesteigert werden. Der CX erreichte damit eine Höchstgeschwindigkeit von 174 bzw. 179 km/h. Die Motoren verfügten bereits über einen Zentralstecker zur Fehlerdiagnose. Das 4-Gang-Getriebe des CX wurde noch während der Kooperation mit Fiat entwickelt und auch im Lancia Beta verwendet (dort mit 5 Gängen).

### Fahrwerk
Die legendäre hydropneumatische Federung des Vorgängermodells wurde am CX beibehalten. Die Bodenfreiheit war in vier Stufen variierbar. Die für die DS-Modelle markante, wesentlich geringere Spurweite der Hinterräder verglichen mit den Vorderrädern wurde hingegen nicht übernommen, sie war nun nahezu gleich. Die zweikreisige Vierrad-Scheibenbremsanlage mit Bremskraftverstärker war in das Hydrauliksystem integriert. Anders als beim Vorgängermodell und anderen damaligen Citroën-Modellen waren die vorderen Scheibenbremsen des CX nicht am Differenzial, sondern in den Radschüsseln angeordnet. Zunächst gab es am CX eine Zahnstangenlenkung mit recht indirekter Übersetzung (4,5 Lenkradumdrehungen von Anschlag zu Anschlag).
Als technisches Highlight setzte Citroën ab 1975 die hydraulische Servolenkung ein. Die sogenannte „DIRAVI“ (DIrection a RAppel asserVI, eine Übernahme aus dem Citroën SM) unterscheidet sich von herkömmlichen servounterstützten Lenksystemen dadurch, dass die automatische Rückstellung die Räder auch bei stehendem Fahrzeug, wenn man das Lenkrad loslässt, in Geradeausrichtung ausrichtet. Bei höherer Geschwindigkeit wird die Rückstellkraft größer, wodurch mehr Kraft beim Einlenken benötigt wird, aber weniger beim Lenken in Richtung der Mittelposition. Die Lenkung ist vollständig hydraulisch; das Lenkrad teilt letztlich nur der Hydraulik mit, wie die Räder zu stehen haben. Dadurch ist eine leichtgängige und direkte Lenkung möglich. Ebenso bedeutet dies eine Unempfindlichkeit gegenüber Einflüssen von außen, so ist ein CX mit Diravi auch bei Seitenwind spurtreu, und Schlaglöcher übertragen sich nicht auf das Lenkrad. Eine mechanische Verbindung kommt nur im Notlaufprogramm zum Tragen, also bei Wegfall des Hydraulikdrucks, dann mit großem Lenkungsspiel und sehr hohem Kraftaufwand.

### Innenraum

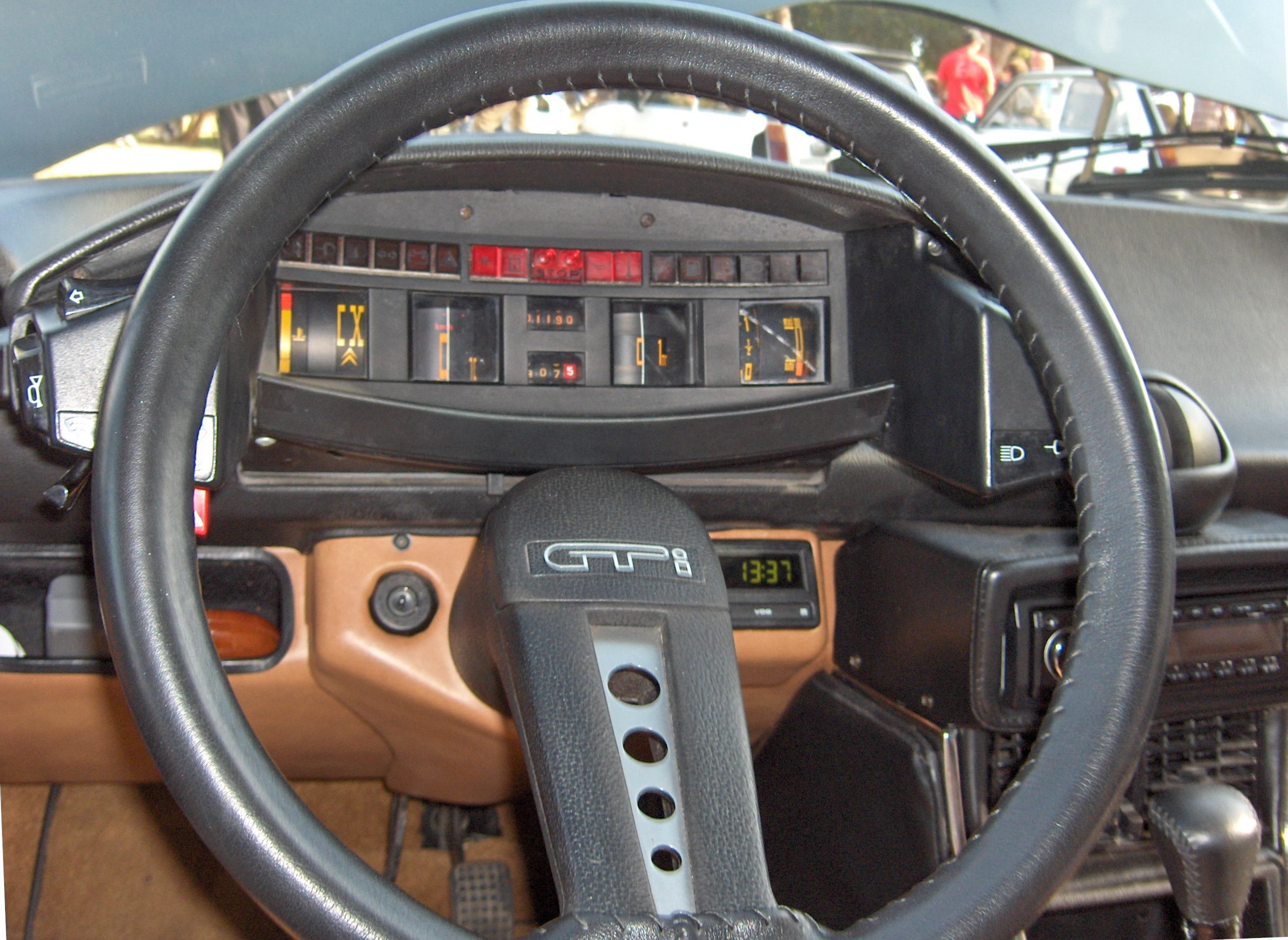
Cockpit des GTi

War die Bedienung des Wagens im Fahrbetrieb schon ungewöhnlich, überraschte der CX der ersten Serie bis Juli 1985 den Fahrer mit einem futuristisch anmutenden Cockpit, das aus einer kleinen elliptischen Kanzel mit nahezu kompletter Instrumentierung bestand. Rundzeiger für Tempo und Drehzahl wurden durch beleuchtete Walzen ersetzt, die Funktionen für Licht, Blinker, Wischer etc. befanden sich ergonomisch greifbar an sogenannten „Satelliten“ nahe dem einspeichigen Lenkrad gruppiert. Diese Idee entsprang dem Anspruch, dem Fahrer sämtliche wichtigen Funktionen unmittelbar bereitzustellen.

### Modellpflege
Zunächst erschien der CX 2200 in der luxuriös ausgestatteten Variante „Pallas“. Kurz danach war mit dem CX 2200 D das erste Dieseltriebwerk verfügbar. Der Motor mit Wirbelkammereinspritzung hatte wie die Benzinversion einen Hubraum von 2175 cm³ und behielt die schon in der Dieselversion des Kleinlasters C35 angewendete Konzeption bei. Der Motor war vor der Vorderachse um 30° nach vorn geneigt eingebaut und mit 183 kg nur geringfügig schwerer als der 2000er Ottomotor (162 kg). Mit 66 PS und einer Spitzengeschwindigkeit von 146 km/h lag das Fahrzeug über dem Durchschnitt der Mitbewerber seiner Klasse.
Im September 1975 kam der Kombi hinzu, traditionell als Break bezeichnet, der gegenüber dem Berline einen um 25 cm verlängerten Radstand aufwies. Dank der hydropneumatischen Federung und des stabil konstruierten Chassis lag die Zuladung bei mehr als 700 kg – für die damalige Zeit ein beachtlicher Wert. Als zweite Neuerscheinung kam einige Monate später der Prestige auf den Markt, der dieselbe Bodengruppe wie der Break nutzte. Der zusätzliche Raumgewinn kam ausschließlich den Fondpassagieren zugute. Sein Motor hatte einen Hubraum von 2347 cm³ und leistete 115 PS, woraus eine Höchstgeschwindigkeit von 181 km/h resultierte. 1980 wurde der Motor durch eine gleich große Ausführung mit 120 PS abgelöst.
Der Prestige war der erste CX, der 1977 mit einer elektronischen Saugrohreinspritzung aufwarten konnte, was zu einer Leistungssteigerung auf 94 kW (128 PS) und einer Höchstgeschwindigkeit von 190 km/h führte. Hiervon abgeleitet wurde für den kürzeren Radstand der CX GTi 2400, der dem zeitgenössischen Trend nach sportlichen Angeboten Rechnung trug.
Im Februar 1978 wurde der CX sowohl optisch als auch mechanisch weiterentwickelt. Der Diesel war nun auch in der Ausstattungsvariante Pallas erhältlich, außerdem kam nach umfangreichen konzeptionellen Arbeiten am bestehenden Aggregat der CX 2500 D mit 75 PS an den Start. Dieser nur für Limousinen bestimmte Antrieb führte dazu, dass der CX mit 156 km/h den Titel als schnellster Pkw mit Dieselmotor beanspruchen konnte.
Diese umfangreiche Modellpolitik wurde von den Käufern honoriert: 1978 war mit über 150.000 Einheiten das kommerziell erfolgreichste Jahr bis zur Produktionseinstellung.
Aktuell gut aufgestellt, galt es für die Verantwortlichen nun, eine Konzeption für die 1980er-Jahre zu entwickeln. Dabei stellte der CX 2000 ein Problem dar, dessen noch aus der DS 20 stammender Antrieb nicht mehr als zeitgemäß gelten konnte. Inzwischen hatte der neue Mehrheitseigner bei Citroën, Peugeot, zusammen mit Renault einen innovativen 2,0-Liter-Motor entwickelt, der bereits im Renault 20 TS erfolgreich seinen Einsatz gefunden hatte. Dieser Motor sollte nun auch in dieser Modellreihe Verwendung finden. Daher verschwand der 2000 aus den Verkaufslisten und wurde durch die Modelle Reflex und Athena ersetzt. Beide waren mit 1995 cm³ Hubraum, 106 PS Leistung und 176 km/h Höchstgeschwindigkeit in Bezug auf ihre technischen Leistungsmerkmale identisch. Allerdings unterschieden sie sich in ihrer Ausstattung. Kurz danach wurde unter der Modellbezeichnung CX Limousine eine weitere Variante der Öffentlichkeit präsentiert. Ausgestattet mit dem Fahrgestell des Prestige/Break, einem 2,5-Liter-Dieselmotor und der Innenraumgestaltung des Athena, war dieses Auto der höchsten französischen Oberklasse zuzuordnen.
Anfang der 1980er-Jahre wurden die Entwicklungsarbeiten am CX stark zurückgefahren. Bereits 1978 hatte Peugeot noch dazu Chrysler-Simca übernommen. Daher musste der Konzern den Einsatz seiner finanziellen Mittel genau planen. Da sich der CX weiterhin gut verkaufte, besaß er in dieser Frage keine Priorität. Hierin lag auch der Grund, warum die von der Kundschaft stark geforderte Heckklappe anstatt des verwendeten kleinen Kofferraumdeckels unterhalb der Heckscheibe nie realisiert wurde. Der Rostschutz wurde verbessert. Seit 1981 ersetzte eine Anaphorese-Methode das bisherige Verfahren der Karosserie-Grundierung, fünf Jahre später folgte die Umstellung auf KTL-Grundierung.
Im Juli 1982 wurden zahlreiche Detailverbesserungen vorgenommen. Einerseits wurde die Modellreihe neu aufgestellt. Von diesem Zeitpunkt an gliederte sie sich in CX 20, 20 TRE sowie 25 D. Andererseits kam es zu optischen Änderungen (neuer Kühlergrill, etwas größere Stoßstangen, veränderte Farbgebung des Tachometers). Außerdem waren die DIRAVI und elektrische vordere Fensterheber ab diesem Zeitpunkt bei allen Fahrzeugen serienmäßig. Trotz dieser Maßnahmen erkannten die Entscheider im PSA-Konzern die Notwendigkeit einer umfangreichen Modellpflege.
Zunächst glaubten die Verantwortlichen, eine Bearbeitung der Motorenpalette könne das Problem abschließend lösen. Daher wurde 1983 die Maschine mit 2347 cm³ durch einen Ottomotor mit 2500 cm³ und Benzineinspritzung ersetzt, der 138 PS leistete und eine Höchstgeschwindigkeit von 202 km/h ermöglichte. Im selben Jahr erhielt der 2500-cm³-Diesel einen Turbolader zur Leistungssteigerung. Die nun erreichten 174 km/h bei 95 PS bewirkten eine spürbare Verbesserung der Fahrleistungen.
Im Sommer 1984 kam der CX GTi Turbo zu den Händlern. Mit 2,5-l-Ottomotor und Abgasturboaufladung leistete er 168 PS. Als Höchstgeschwindigkeit wurden werksseitig 220 km/h angegeben. Ein Nachteil war allerdings der hohe Treibstoffverbrauch bei höheren Geschwindigkeiten. Die frankophone Fachzeitschrift L'Auto-Journal war dennoch vom Fahrzeug beeindruckt und nannte es ein echtes Kraftpaket. Ab März 1985 war der GTi Turbo das erste französische Fahrzeug, das von den Kunden mit ABS als Zusatzausstattung bestellt werden konnte.

### Technische Daten
| Kenngrößen                                | 2000 | 2200 | 2400 | 2400i | 2500i | 2500i Turbo | 2200 Diesel | 2500 Diesel | 2500 Diesel Turbo | 2000 Reflex/Athena |
| Motor                                     | Motor | Motor | Motor | Motor | Motor | Motor | Motor | Motor | Motor | Motor |
| ----------------------------------------- | --- | --- | --- | --- | --- | --- | --- | --- | --- | --- |
| Bauart                                    | Reihenvierzylindermotor, quer eingebaut, 30° nach vorn geneigt, Kurbelwelle fünffach gelagert, Graugusskurbelgehäuse, Leichtmetallzylinderkopf                                                              | Reihenvierzylindermotor, quer eingebaut, 30° nach vorn geneigt, Kurbelwelle fünffach gelagert, Graugusskurbelgehäuse, Leichtmetallzylinderkopf                                                              | Reihenvierzylindermotor, quer eingebaut, 30° nach vorn geneigt, Kurbelwelle fünffach gelagert, Graugusskurbelgehäuse, Leichtmetallzylinderkopf                                                              | Reihenvierzylindermotor, quer eingebaut, 30° nach vorn geneigt, Kurbelwelle fünffach gelagert, Graugusskurbelgehäuse, Leichtmetallzylinderkopf                                                              | Reihenvierzylindermotor, quer eingebaut, 30° nach vorn geneigt, Kurbelwelle fünffach gelagert, Graugusskurbelgehäuse, Leichtmetallzylinderkopf                                                              | Reihenvierzylindermotor, quer eingebaut, 30° nach vorn geneigt, Kurbelwelle fünffach gelagert, Graugusskurbelgehäuse, Leichtmetallzylinderkopf                                                              | Reihenvierzylindermotor, quer eingebaut, 30° nach vorn geneigt, Kurbelwelle fünffach gelagert, Graugusskurbelgehäuse, Leichtmetallzylinderkopf                                                              | Reihenvierzylindermotor, quer eingebaut, 30° nach vorn geneigt, Kurbelwelle fünffach gelagert, Graugusskurbelgehäuse, Leichtmetallzylinderkopf                                                              | Reihenvierzylindermotor, quer eingebaut, 30° nach vorn geneigt, Kurbelwelle fünffach gelagert, Graugusskurbelgehäuse, Leichtmetallzylinderkopf                                                              | Reihenvierzylindermotor, quer eingebaut, 30° nach vorn geneigt, aus Leichtmetall |
| Ventilsteuerung                           | OHV, Nockenwelle von Duplexkette angetrieben, | OHV, Nockenwelle von Duplexkette angetrieben, | OHV, Nockenwelle von Duplexkette angetrieben, | OHV, Nockenwelle von Duplexkette angetrieben, | OHV, Nockenwelle von Duplexkette angetrieben, | OHV, Nockenwelle von Duplexkette angetrieben, | OHV, Nockenwelle von Zahnradkaskade oder Zahnriemen angetrieben | OHV, Nockenwelle von Zahnradkaskade oder Zahnriemen angetrieben | OHV, Nockenwelle von Zahnradkaskade oder Zahnriemen angetrieben | OHC |
| Funktionsprinzip                          | Otto | Otto | Otto | Otto | Otto | Otto | Diesel | Diesel | Diesel | Otto |
| Gemischbildung                            | Vergaser | Vergaser | Vergaser | Saugrohreinspritzung | Saugrohreinspritzung | Saugrohreinspritzung | Vorkammereinspritzung | Vorkammereinspritzung | Vorkammereinspritzung | Vergaser |
| Bohrung × Hub, Hubraum                    | 86 mm × 85,5 mm, 1985 cm3 | 90 mm × 85,5 mm, 2175 cm3 | 93,5 mm × 85,5 mm, 2348 cm3 | 93,5 mm × 85,5 mm, 2348 cm3 | 93 mm × 92 mm, 2499 cm3 | 93 mm × 92 mm, 2499 cm3 | 90 mm × 85,5 mm, 2175 cm3 | 93 mm × 92 mm, 2499 cm3 | 93 mm × 92 mm, 2499 cm3 | 88 mm × 82 mm, 1995 cm3 |
| Nennleistung kW (DIN-PS) bei 1/min        | 75 (102) bei 6000 | 82 (112) bei 5750 | 85/88 (115/120) bei 5500 | 94 (128) bei 4875 | 101 (138) bei 5000 | 124 (168) bei 5000 | 49 (66) bei 4500 | 55 (75) bei 4250 | 70 (95) bei 3700 | 78 (106) bei 5500 |
| Maximales Drehmoment N·m (kp·m) bei 1/min | 152 (15,5) bei 3000 | 171 (17,4) bei 3000 | 181 (18,5) bei 3000 | 198 (20,2) bei 3750 | 211 (21,5) bei 4000 | 294 (30) bei 3250 | 126 (12,8) bei 2750 | 153 (15,6) bei 2000 | 216 (22) bei 2000 | 166 (16,9) bei 3000 |
| Fahrwerk und Kraftübertragung             | | | | | | | | | | |
| Kupplung und Getriebe                     | Einscheibentrockenkupplung, Vier- oder Fünfgangschaltgetriebe, vollsynchronisiert oder C-Matik-Halbautomatikgetriebe mit Drehmomentwandler oder Vollautomatisches ZF-Dreiganggetriebe mit Drehmomentwandler | Einscheibentrockenkupplung, Vier- oder Fünfgangschaltgetriebe, vollsynchronisiert oder C-Matik-Halbautomatikgetriebe mit Drehmomentwandler oder Vollautomatisches ZF-Dreiganggetriebe mit Drehmomentwandler | Einscheibentrockenkupplung, Vier- oder Fünfgangschaltgetriebe, vollsynchronisiert oder C-Matik-Halbautomatikgetriebe mit Drehmomentwandler oder Vollautomatisches ZF-Dreiganggetriebe mit Drehmomentwandler | Einscheibentrockenkupplung, Vier- oder Fünfgangschaltgetriebe, vollsynchronisiert oder C-Matik-Halbautomatikgetriebe mit Drehmomentwandler oder Vollautomatisches ZF-Dreiganggetriebe mit Drehmomentwandler | Einscheibentrockenkupplung, Vier- oder Fünfgangschaltgetriebe, vollsynchronisiert oder C-Matik-Halbautomatikgetriebe mit Drehmomentwandler oder Vollautomatisches ZF-Dreiganggetriebe mit Drehmomentwandler | Einscheibentrockenkupplung, Vier- oder Fünfgangschaltgetriebe, vollsynchronisiert oder C-Matik-Halbautomatikgetriebe mit Drehmomentwandler oder Vollautomatisches ZF-Dreiganggetriebe mit Drehmomentwandler | Einscheibentrockenkupplung, Vier- oder Fünfgangschaltgetriebe, vollsynchronisiert oder C-Matik-Halbautomatikgetriebe mit Drehmomentwandler oder Vollautomatisches ZF-Dreiganggetriebe mit Drehmomentwandler | Einscheibentrockenkupplung, Vier- oder Fünfgangschaltgetriebe, vollsynchronisiert oder C-Matik-Halbautomatikgetriebe mit Drehmomentwandler oder Vollautomatisches ZF-Dreiganggetriebe mit Drehmomentwandler | Einscheibentrockenkupplung, Vier- oder Fünfgangschaltgetriebe, vollsynchronisiert oder C-Matik-Halbautomatikgetriebe mit Drehmomentwandler oder Vollautomatisches ZF-Dreiganggetriebe mit Drehmomentwandler | Einscheibentrockenkupplung, Vier- oder Fünfgangschaltgetriebe, vollsynchronisiert oder C-Matik-Halbautomatikgetriebe mit Drehmomentwandler oder Vollautomatisches ZF-Dreiganggetriebe mit Drehmomentwandler |
| Antrieb                                   | Über Gelenkwellen auf Vorderräder | Über Gelenkwellen auf Vorderräder | Über Gelenkwellen auf Vorderräder | Über Gelenkwellen auf Vorderräder | Über Gelenkwellen auf Vorderräder | Über Gelenkwellen auf Vorderräder | Über Gelenkwellen auf Vorderräder | Über Gelenkwellen auf Vorderräder | Über Gelenkwellen auf Vorderräder | Über Gelenkwellen auf Vorderräder |
| Radaufhängung vorn                        | Doppelquerlenker, Stabilisatoren, Federung und Dämpfung hydropneumatisch | Doppelquerlenker, Stabilisatoren, Federung und Dämpfung hydropneumatisch | Doppelquerlenker, Stabilisatoren, Federung und Dämpfung hydropneumatisch | Doppelquerlenker, Stabilisatoren, Federung und Dämpfung hydropneumatisch | Doppelquerlenker, Stabilisatoren, Federung und Dämpfung hydropneumatisch | Doppelquerlenker, Stabilisatoren, Federung und Dämpfung hydropneumatisch | Doppelquerlenker, Stabilisatoren, Federung und Dämpfung hydropneumatisch | Doppelquerlenker, Stabilisatoren, Federung und Dämpfung hydropneumatisch | Doppelquerlenker, Stabilisatoren, Federung und Dämpfung hydropneumatisch | Doppelquerlenker, Stabilisatoren, Federung und Dämpfung hydropneumatisch |
| Radaufhängung hinten                      | Leichtmetalllängslenker, Stabilisatoren, Federung und Dämpfung hydropneumatisch | Leichtmetalllängslenker, Stabilisatoren, Federung und Dämpfung hydropneumatisch | Leichtmetalllängslenker, Stabilisatoren, Federung und Dämpfung hydropneumatisch | Leichtmetalllängslenker, Stabilisatoren, Federung und Dämpfung hydropneumatisch | Leichtmetalllängslenker, Stabilisatoren, Federung und Dämpfung hydropneumatisch | Leichtmetalllängslenker, Stabilisatoren, Federung und Dämpfung hydropneumatisch | Leichtmetalllängslenker, Stabilisatoren, Federung und Dämpfung hydropneumatisch | Leichtmetalllängslenker, Stabilisatoren, Federung und Dämpfung hydropneumatisch | Leichtmetalllängslenker, Stabilisatoren, Federung und Dämpfung hydropneumatisch | Leichtmetalllängslenker, Stabilisatoren, Federung und Dämpfung hydropneumatisch |
| Bremsanlage                               | Hydraulische Zweikreisbremsanlage, Druckversorgung aus Federungssystem des Fahrwerkes, Scheibenbremsen rundum, vorn [und hinten] innenbelüftet                                                              | Hydraulische Zweikreisbremsanlage, Druckversorgung aus Federungssystem des Fahrwerkes, Scheibenbremsen rundum, vorn [und hinten] innenbelüftet                                                              | Hydraulische Zweikreisbremsanlage, Druckversorgung aus Federungssystem des Fahrwerkes, Scheibenbremsen rundum, vorn [und hinten] innenbelüftet                                                              | Hydraulische Zweikreisbremsanlage, Druckversorgung aus Federungssystem des Fahrwerkes, Scheibenbremsen rundum, vorn [und hinten] innenbelüftet                                                              | Hydraulische Zweikreisbremsanlage, Druckversorgung aus Federungssystem des Fahrwerkes, Scheibenbremsen rundum, vorn [und hinten] innenbelüftet                                                              | Hydraulische Zweikreisbremsanlage, Druckversorgung aus Federungssystem des Fahrwerkes, Scheibenbremsen rundum, vorn [und hinten] innenbelüftet                                                              | Hydraulische Zweikreisbremsanlage, Druckversorgung aus Federungssystem des Fahrwerkes, Scheibenbremsen rundum, vorn [und hinten] innenbelüftet                                                              | Hydraulische Zweikreisbremsanlage, Druckversorgung aus Federungssystem des Fahrwerkes, Scheibenbremsen rundum, vorn [und hinten] innenbelüftet                                                              | Hydraulische Zweikreisbremsanlage, Druckversorgung aus Federungssystem des Fahrwerkes, Scheibenbremsen rundum, vorn [und hinten] innenbelüftet                                                              | Hydraulische Zweikreisbremsanlage, Druckversorgung aus Federungssystem des Fahrwerkes, Scheibenbremsen rundum, vorn [und hinten] innenbelüftet                                                              |
| Karosserie                                | Ganzstahlkarosserie, mittragend, unterstützt von Hilfsrahmen | Ganzstahlkarosserie, mittragend, unterstützt von Hilfsrahmen | Ganzstahlkarosserie, mittragend, unterstützt von Hilfsrahmen | Ganzstahlkarosserie, mittragend, unterstützt von Hilfsrahmen | Ganzstahlkarosserie, mittragend, unterstützt von Hilfsrahmen | Ganzstahlkarosserie, mittragend, unterstützt von Hilfsrahmen | Ganzstahlkarosserie, mittragend, unterstützt von Hilfsrahmen | Ganzstahlkarosserie, mittragend, unterstützt von Hilfsrahmen | Ganzstahlkarosserie, mittragend, unterstützt von Hilfsrahmen | Ganzstahlkarosserie, mittragend, unterstützt von Hilfsrahmen |
| Sonstige                                  | | | | | | | | | | |
| Masse kg                                  | 1265 [1385] | 1285 [1445] | 1325 [1425] | 1325 [1425] | 1375 [1423] | 1375 [1423] | 1370 [1475] | 1370 [1475] | 1405 [1520] | 1230 [1345] |
| Vmax km/h                                 | 178 [175] | 182 [179] | 186 [180] | 189 [182] | 201 | 220 | 146 [144] | 156 [151] | 175 [170] | 176 [165] |
| Quellenangabe                             | [ 14 ] | [ 14 ] | [ 14 ] | [ 14 ] | [ 14 ] | [ 14 ] | [ 14 ] | [ 14 ] | [ 14 ] | [ 14 ] |

- Werte in eckigen Klammern gelten für die Kombiversion Break.

## CX (Serie II; 1985–1991)
Im Juli 1985 kam der CX optisch überarbeitet auf den Markt, nachdem bereits über ein Jahr zuvor, im Frühjahr 1984, der Renault 25 vorgestellt worden war. Als direkter Konkurrent zum CX vorgesehen, verfügte der Wagen über eine zeitgemäß moderne Fließheck-Karosserie mit fünf Türen und einem günstigen Cw-Wert von 0,28. Die positive Aufnahme in der gemeinsam umworbenen Kundschaft zwang PSA zur Reaktion.
Besonders deutlich waren die geänderten Stoßfänger, die von nun an aus Kunststoff und nicht mehr aus rostfreiem Stahl bestanden. Im Innenraum ersetzten Rundinstrumente die bisherigen Walzentachos.
Zudem wurden neue Modellbezeichnungen eingeführt: CX 20 RE, 22 TRS, 25 RI, 25 TRI, 25 GTi Turbo 2, 25 Prestige, 25 Prestige Turbo, 25 RD, 25 RD Turbo, 25 TRD und 25 TRD Turbo. Gleichzeitig war auch eine neue Motorisierung verfügbar. Der 22 TRS (2165 cm³) stellte eine Ableitung vom 2,0-Liter-Motor dar, leistete 115 PS (85 kW) und erreichte 186 km/h. Außerdem gab es für den CX 25 Prestige einen 168 PS (124 kW) starken Benzinmotor mit Turbolader. Ende 1985 erhielten die mit dem Turbo bestückten Benzin-Motoren einen Ladeluftkühler, der den Verbrauch deutlich senkte und die Leistung minimal steigerte (auf dem Papier blieben es allerdings 168 PS oder 156 mit Katalysator). Noch bevor die Produktion der Limousine eingestellt wurde, endete im Dezember 1988 die Fertigung des GTi Turbo 2.
Im März 1986 wurde der Turbodiesel-Motor abermals überarbeitet. Dabei erhielt der CX 25 D Turbo nun eine Ladeluftkühlung sowie einen geänderten Turbolader, wodurch die Leistung von 95 auf 120 PS stieg. Folgerichtig konnte auch eine neue Marke in der Höchstgeschwindigkeit überschritten werden. Mit 195 km/h beanspruchte der CX wieder den Titel des weltweit schnellsten dieselangetriebenen Autos. In ihrer Summe konnten alle diese Maßnahmen die Verkaufszahlen auf einem gleichmäßig hohen Niveau halten. Am 30. Oktober 1987 verließ der einmillionste CX die Produktionshallen in Aulnay.
Dennoch wurde bei Citroën über einen Nachfolger nachgedacht, der schließlich am 23. Mai 1989 mit dem XM präsentiert wurde. Da dieser zunächst nur als Limousine lieferbar war, blieben die Kombiversionen des CX noch bis Mai 1991 im Programm.
In 16 Jahren wurden insgesamt 1.170.645 Fahrzeuge hergestellt. Der XM konnte diesen Wert weder absolut noch in seinen jährlichen Produktionszahlen erreichen.

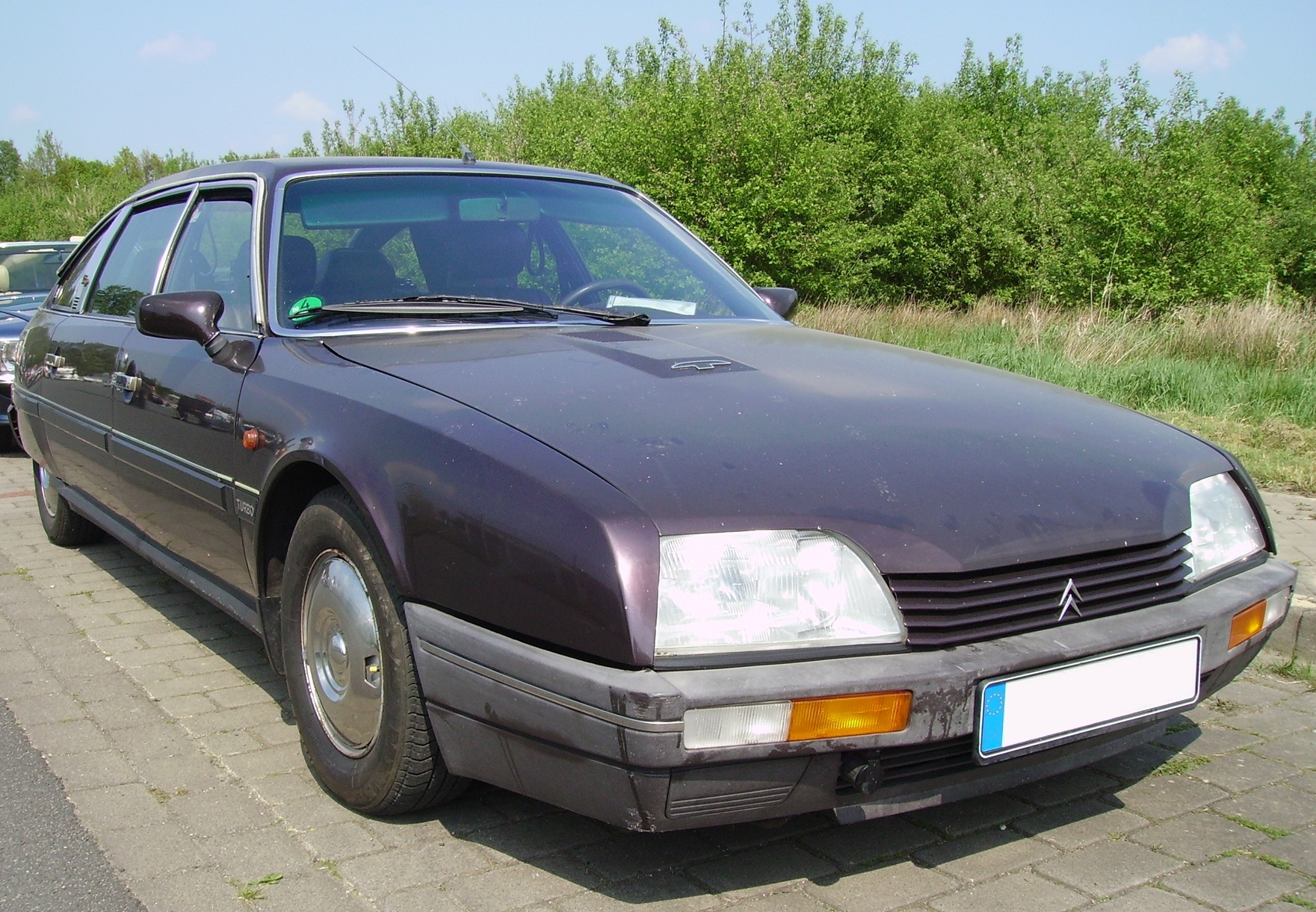
Citroen CX 25 Prestige Turbo
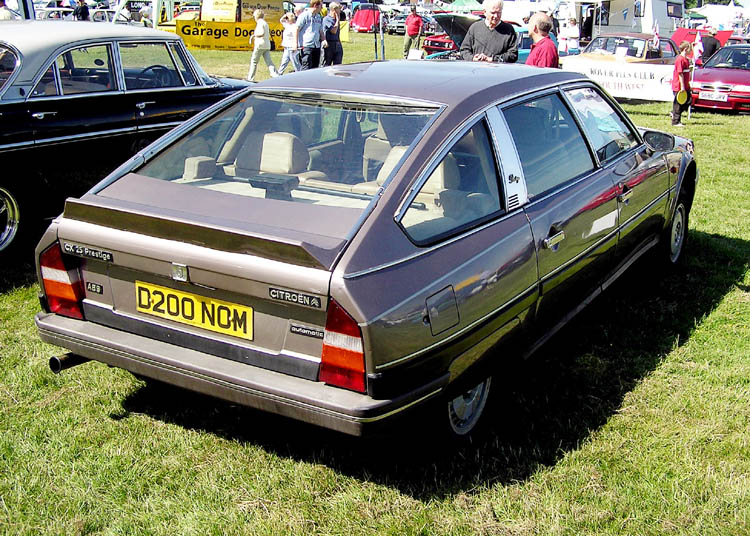
Heckansicht
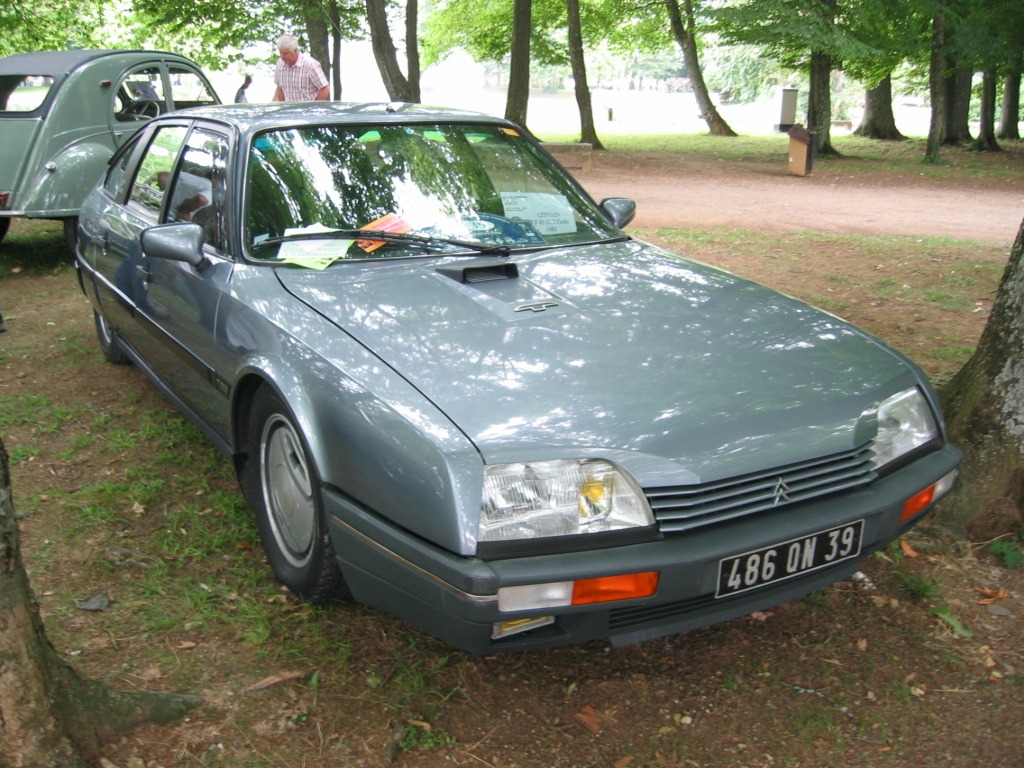
Citroen CX GTi
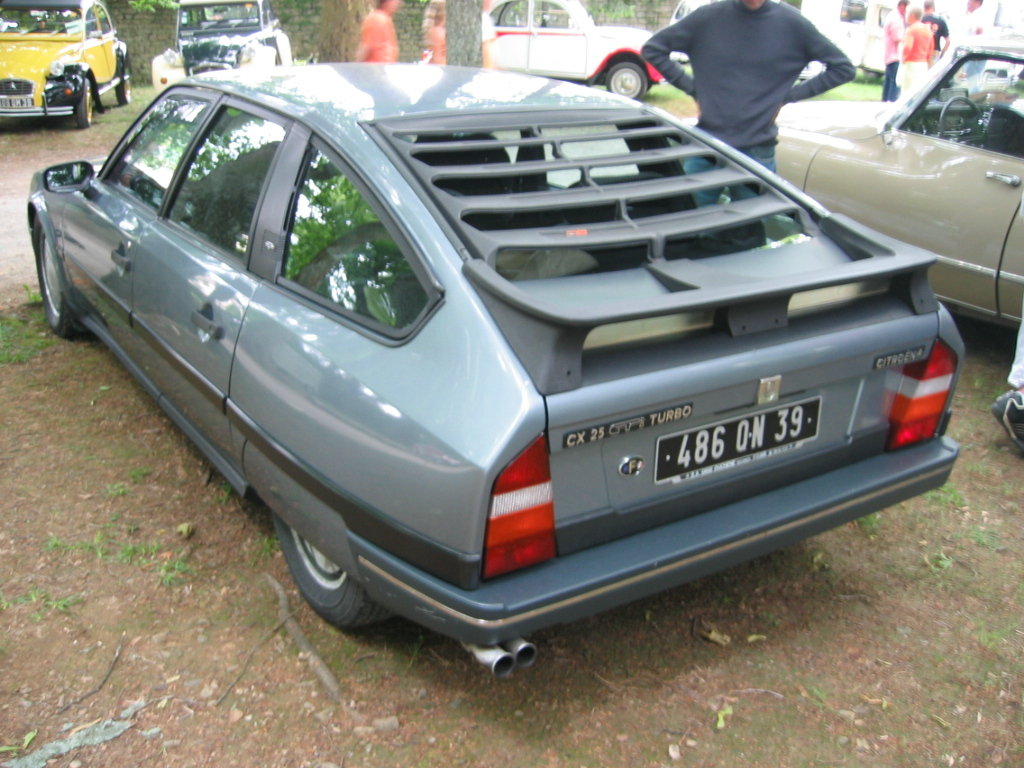
Heckansicht
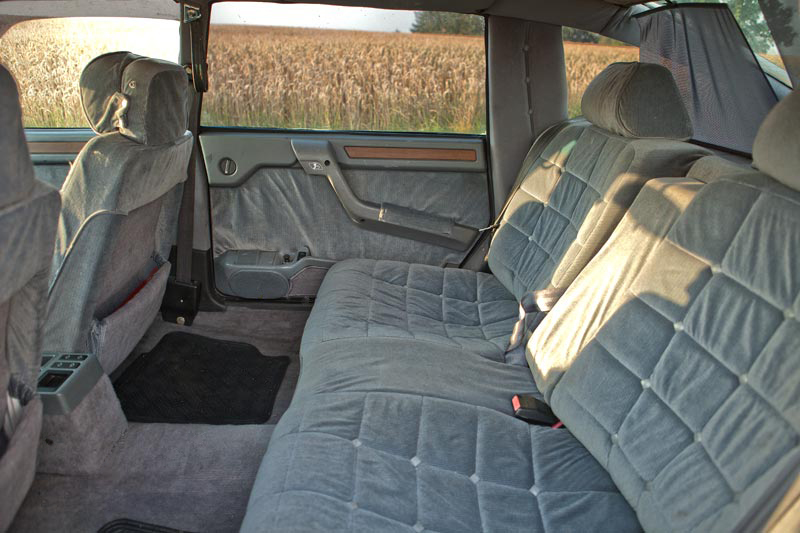
Innenraum
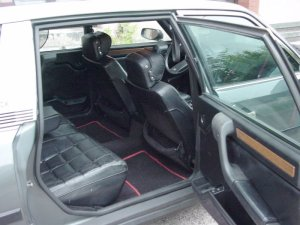
Die verlängerte Version
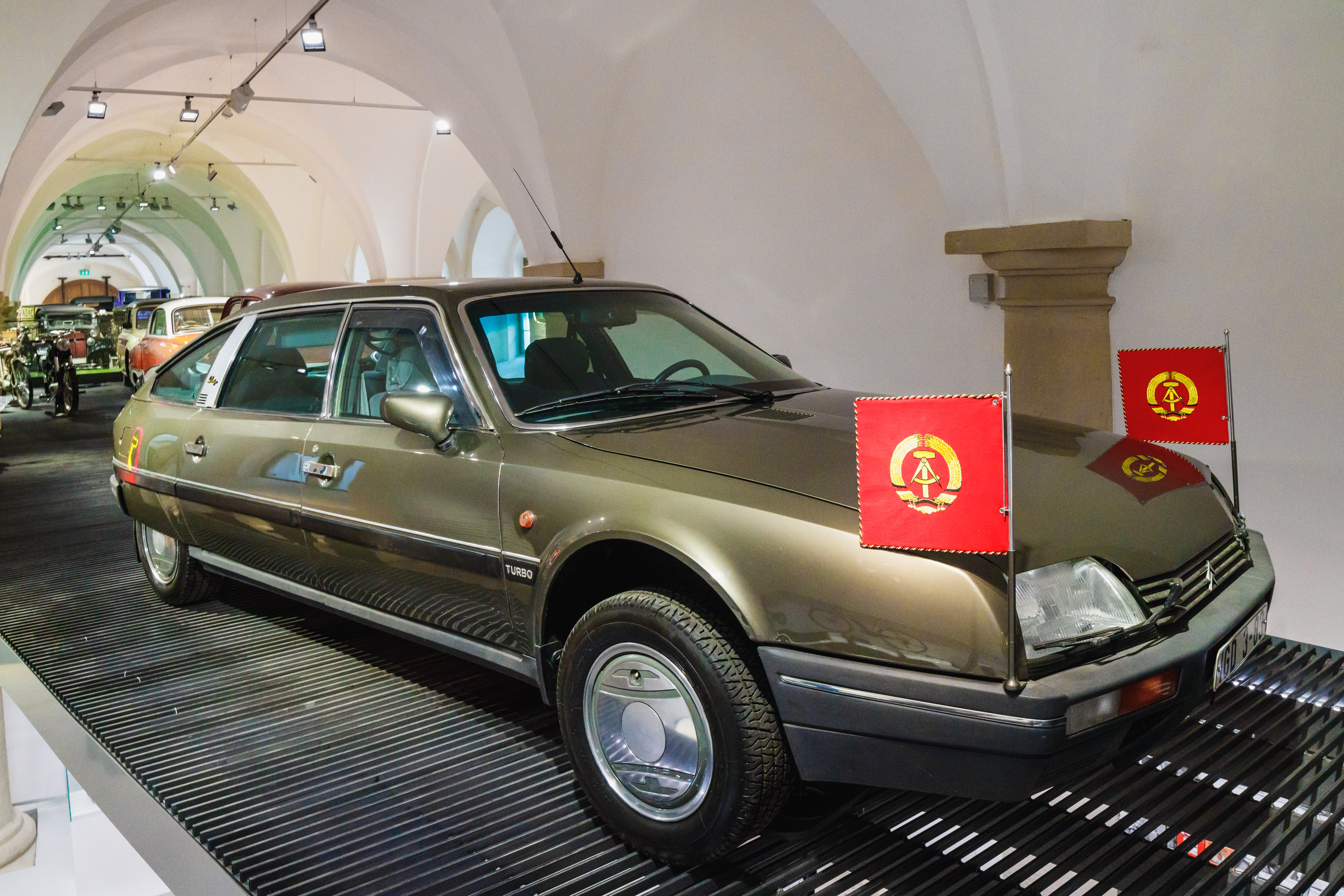
Fahrzeug aus dem Fuhrpark der DDR-Staatsführung
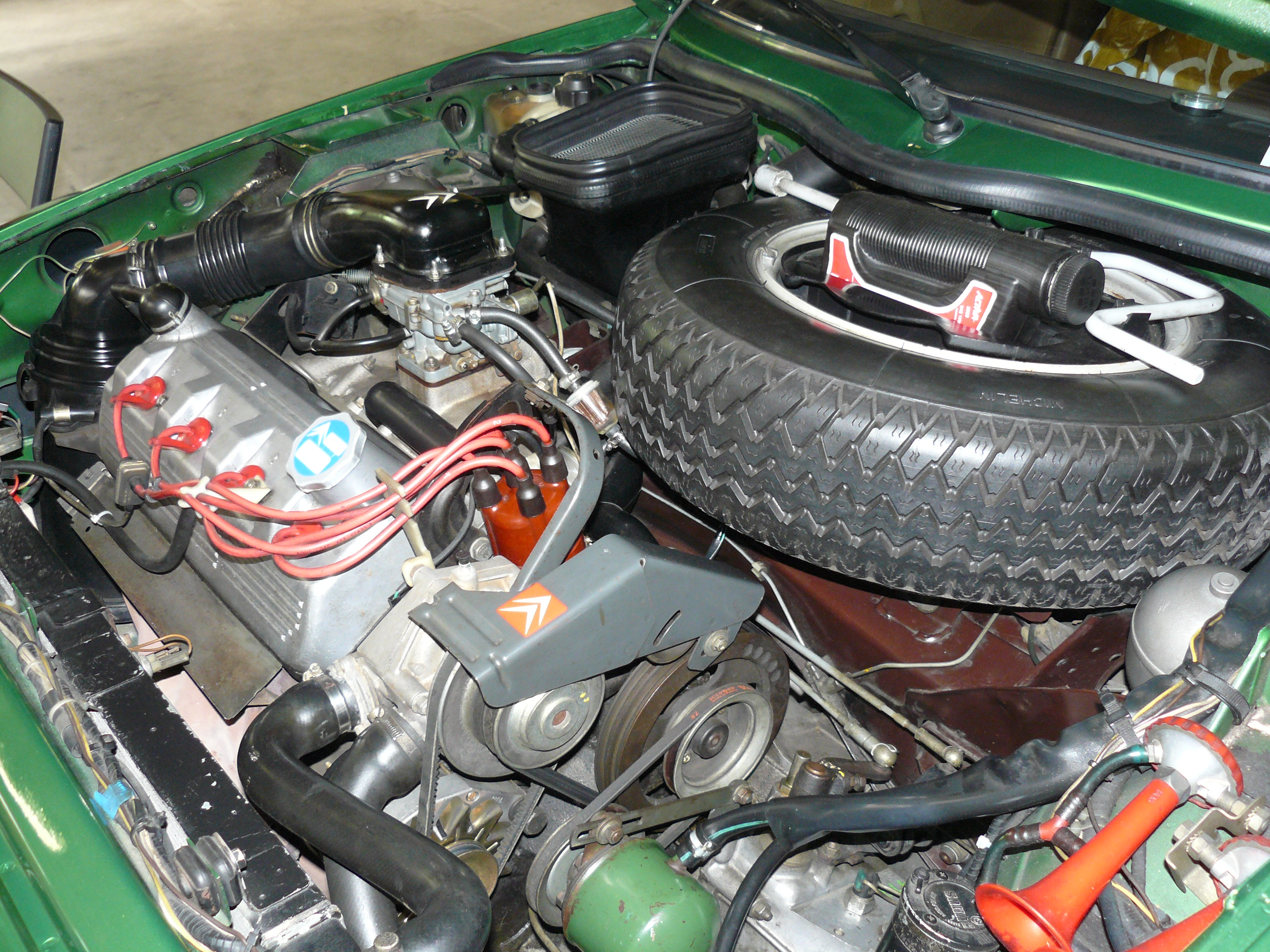
Motorraum mit integriertem Reserverad

## Besonderheiten

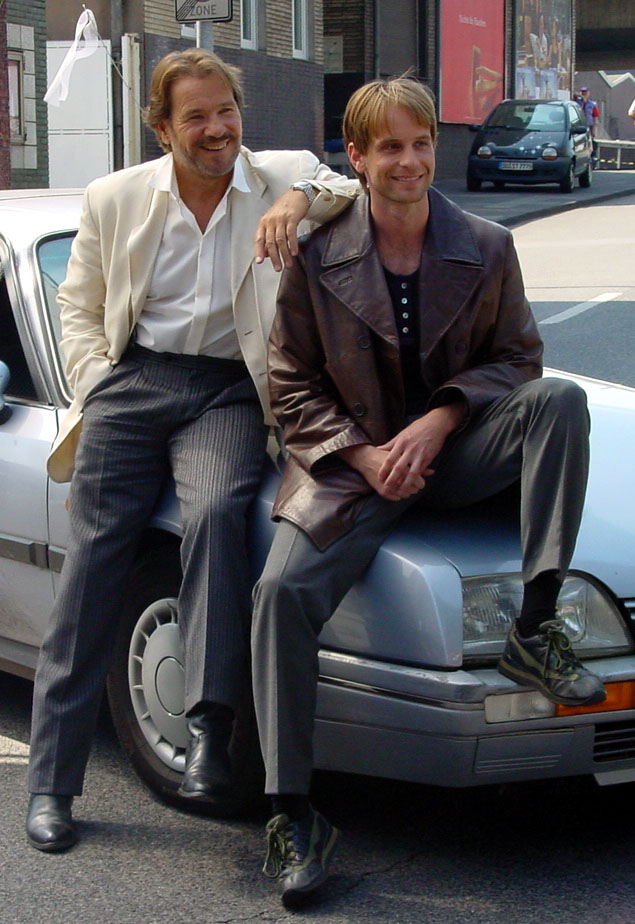
Götz George (Horst Schimanski) während der 2001er Dreharbeiten von Schimanski: Kinder der Hölle mit Julian Weigend und CX

Der CX war der erste Citroën, der über die sogenannten Bedienungssatelliten verfügte.
Den Break gab es von Citroën – wie auch schon bei DS und Traction Avant – auch als Familiale: ein Kombi, jedoch mit dritter Sitzreihe und Platz für sieben, später sogar acht Personen. In den 1980er-Jahren waren der Citroën CX und der Peugeot 505 Break die einzigen Kombi-Modelle auf dem europäischen Markt, die eine dritte Sitzreihe in Fahrtrichtung hatten. Zwar gab es auch für das T-Modell des Mercedes-Benz W 124 (der späteren E-Klasse), den Audi 100/200 Avant und den Volvo 240 Kombi eine dritte Sitzreihe, jedoch saßen die Passagiere dort mit dem Rücken in Fahrtrichtung, und es blieb dann bei diesen Fahrzeugen – im Gegensatz zum CX Break/Familiale – kaum noch Platz für das Gepäck.
Eine weitere Eigenschaft des CX Break war, dass er als einziger Kombi aufgrund seiner Länge und seines Platzangebotes ohne Karosseriemodifikationen als Kranken- und Leichenwagen genutzt werden konnte. Bei diesen Ausführungen wurde normalerweise (neben anderen reversiblen Änderungen wie Trennwand, Ladeschienen etc.) lediglich eine modifizierte Heckklappe montiert. Der CX konnte aufgrund seiner hydropneumatischen Federung auf drei Rädern fahren und hatte eine für einen PKW sehr hohe Nutzlast von über 700 kg, weshalb insbesondere der Break gerne als Eil-Lieferwagen genutzt wurde. Der Familiale wurde gern als „Eil-Bus“ verwendet, zum Beispiel für Reiseveranstaltungen wie „Europa in fünf Tagen“.
Die von Anfang 1976 bis Ende 1988 angebotene Luxusversion CX Prestige ist äußerlich häufig am Vinyldach zu erkennen; am auffälligsten sind jedoch die um 170 mm verlängerten Fondtüren. Diese Ausführung wurde von einigen Staatsoberhäuptern als Dienstwagen genutzt. 
Im Juli 1984 kam mit dem CX 25 GTi Turbo der leistungsstärkste Typ der ersten CX-Serie auf den Markt – kurz vor dem Produktionsbeginn der zweiten CX-Serie (1985). Die Motoren der CX 25 GTi Turbo 1 und 2 hatten eine Leistung nach DIN 70020 von 122 kW/168 PS bei 5.000/min und ein maximales Drehmoment nach DIN 70020 von 290 Nm bei 3.250/min. Im März 1986 brachte Citroën mit dem CX TRD Turbo 2 einen Turbodieselmotor von 88 kW (120 PS) auf den Markt.
Turbo und Turbo 2 (sowohl Diesel- als auch Ottomotoren) unterscheiden sich im Wesentlichen dadurch, dass die 2er-Modelle einen Ladeluftkühler und einen veränderten Turbolader haben.
Das Reserverad ist im Motorraum untergebracht und damit unabhängig von der Nutzung des Kofferraums zugänglich.
Robert Opron, der die Formgestaltungsabteilung Citroëns während der Gestaltung der ersten Serie verantwortete, beurteilte die optischen Änderungen der zweiten Serie im Rahmen eines Interviews kritisch: „Nachfolgend war die Entwicklung der CX-Karosserie nicht glücklich. Die zweite Serie wurde durch große Stoßfänger aufgeblasen. Trotz der vorherrschenden allgemeinen Anwendung von Kunststoff hätte man, im Gegenteil, eine bessere Integration in das originale Design favorisieren sollen.“

## Besondere Karosserieversionen

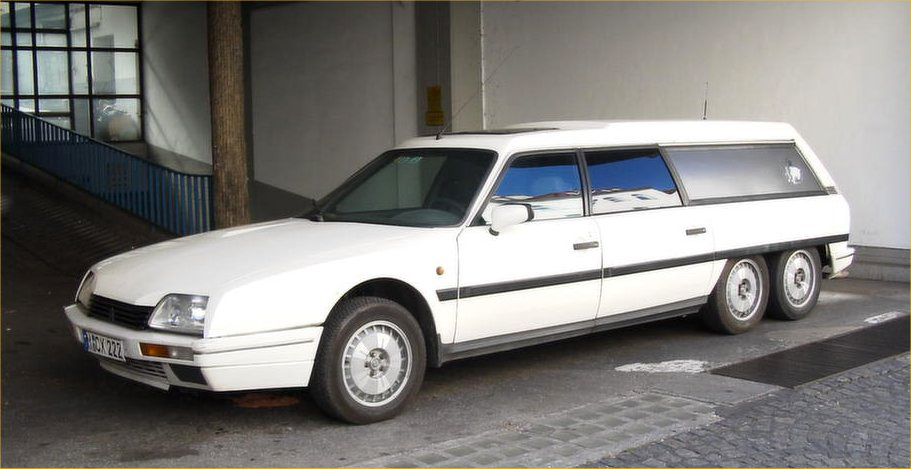
Citroën CX Loadrunner von „Mikes Garage“ (1990)

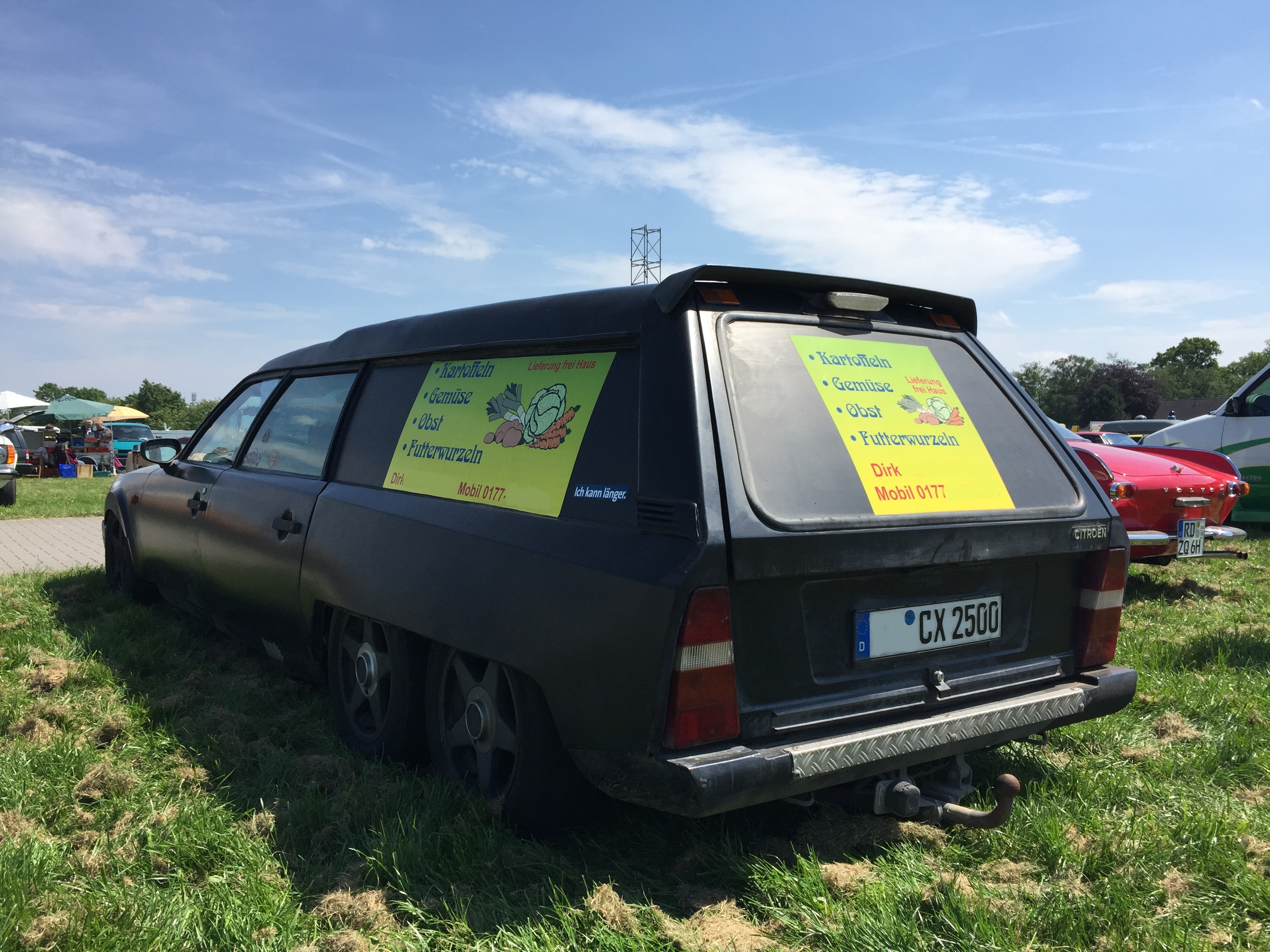
CX Loadrunner Heckansicht

### Nutzfahrzeuge
Es gab Karosseriebaubetriebe, die auf Basis des CX zum Teil dreiachsige Lieferwagen bauten, dann oft auch mit bis zu 2 t Nutzlast und bis zu 6,55 m Länge. Eine der bekanntesten ist Tissier aus Frankreich, weitere sind Pijpops aus Belgien und Mikes Garage aus Deutschland, deren Produkte unter dem Namen Loadrunner bekannt wurden.
Bei Tissier gab es weitere Sonderfahrzeuge auf CX-Basis (und auch auf DS-, SM- und XM-Basis): Abschleppwagen, Autotransporter, Krankenwagen, Kühltransporter sowie Spezialfahrzeuge für Filmaufnahmen im Straßenverkehr. Auch speziell für den Zeitungstransport wurden Lieferwagen auf CX-Basis gebaut. Die dritte Achse war ebenfalls hydropneumatisch gefedert und das Fahrwerk um eine zusätzliche hydraulische Notbremse erweitert. Der Laderaum hatte eine Länge von 3,6 Metern, die Nutzlast betrug 2 Tonnen. die Höchstgeschwindigkeit betrug 160 km/h. Französische Pressefuhrbetriebe kombinierten dieses Fahrzeug obendrein mit einem zweiachsigen Anhänger.

### Cabriolet

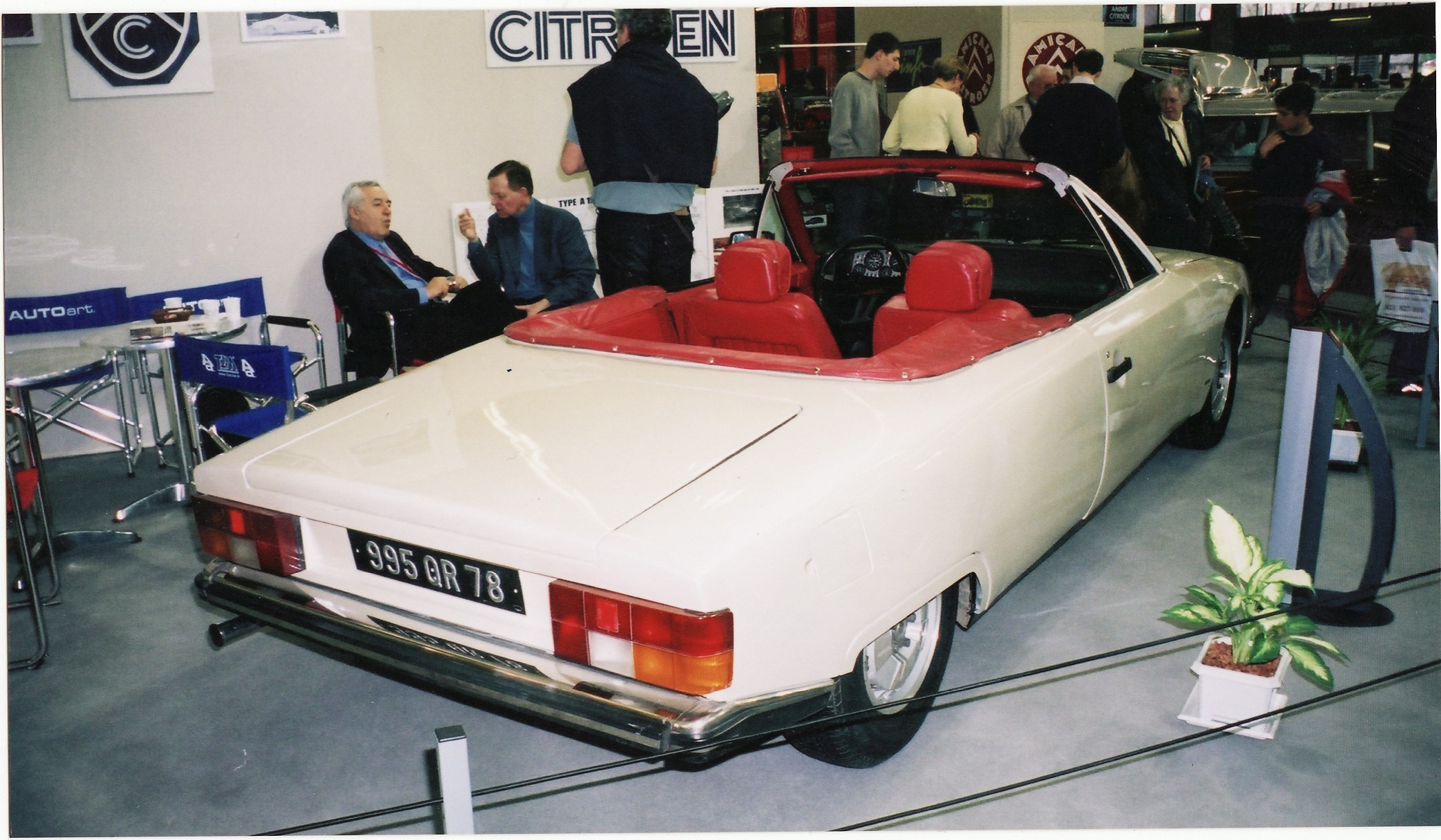
Citroën CX Orphée (1984)

Das Karosseriewerk Guy Deslandes stellte im Werksauftrag ein zweitüriges Cabriolet auf der Basis der ersten CX-Serie mit der Bezeichnung Orphée her. Die Vordertüren blieben unverändert, die hinteren Türen wurden verschweißt. An der Heckpartie verwendete Deslandes die Rückleuchten des im Frühjahr 1981 überarbeiteten Citroën Visa II.
Ob es zu einer Serienproduktion kam, ist zweifelhaft. Einige Quellen sprechen von einer Produktion im einstelligen Bereich.

### Gepanzerte Ausführung und Stretch-Limousine
Für den Fuhrpark des DDR-Staatsratsvorsitzenden Erich Honecker wurden 35 Exemplare des CX Prestige eingesetzt, darunter 10 gepanzerte Ausführungen, die nach 1990 vom BKA weiter genutzt wurden. Die Finanzierung erfolgte vorwiegend über Alexander Schalck-Golodkowski und den von ihm geleiteten Bereich Kommerzielle Koordinierung. 1989 sollten gar noch Stretchlimousinen des CX bereitgestellt werden, etwas derartiges besaß nicht einmal der französische Präsident. Zwei Gebrauchtwagen aus dem Fuhrpark Honecker wurden von der Firma Nilsson in Laholm entsprechend umgebaut. Da die Lieferung jedoch erst während der politischen Wende Ende 1989 erfolgte, wurden die Stretch-CX nicht mehr eingesetzt. Parallel wurde ein drittes Fahrzeug, das direkt von Citroën bereitgestellt wurde, von der Firma Tissier umgebaut – dieser Wagen wurde nicht mehr an die DDR ausgeliefert. Die von Nilsson gebauten Stretchlimousinen des CX boten Platz für eine dritte Sitzreihe, die gegenüber den Fondsitzen klappbar angeordnet war.

## Einstufung im französischen Steuer- und Versicherungssystem
Bei Einführung des Modells wurden Motoren mit 11 und 12 CV angeboten. Die Spitzenmodelle blieben später bei bescheidenen 13 CV. Nach unten wurde später ein Benziner mit 10 CV angeboten. Im Segment Diesel gab es Motoren mit 7 und 9 CV.